# Zorica Arsić Mandarić
Zorica Arsić Mandarić (Skoplje, 25. april 1949) srpski je pisac, lekar i likovni umetnik.

## Biografija
Po završetku Kruševačke gimnazije upisuje studije medicine i diplomira u Beogradu. Zatim magistrira, specijalizira otorinolaringologiju i doktorira na Medicinskom fakultetu u Beogradu. Radila je kao lekar specijalista otorinolaringolog u Kliničkom centru Srbije.
Arsić Mandarić je savremeni srpski pisac sa više od pola veka književnog stvaralaštva i 43 objavlje knjige poezije, eseja i pripovedaka. Svoje knjige je, najvećim delom, sama ilustrovala.
Udovica je dr Dragana Mandarića (1946-2021), nekadašnjeg direktora Klinke za grudnu hirurgiju Instituta za plućne bolesti Kliničkog centra Srbije. Majka je dve kćeri: Miljane dipl. muzičara i Tijane, dipl. ekonomiste.
Istaknuti je član Udruženja književnika Srbije. Jedan je od osnivača Udruženja lekara pisaca Srbije “Vidar” i član je likovne sekcije SLD.
Živi i radi u Beogradu

## Nagrade i priznanja
- "Nacionalno priznanje za doprinos kulturi Republike Srbije", 2014[5]
- "Beli narcis", Festival književne omladine Srbije, Divčibare, 1963.[6]
- "Gordana Todorović", prvi dobitnik nagrade, Svrljig, 1997.[7]
- "Jefimijin vez", nagrada za knjigu "Ženski početak večnosti", 2005.
- "Ravaničanin", nagrada za očuvanje duhovnog blaga srpskog naroda, 2006.[8]
- "Povelja Morave", međunarodna nagrada, Mrčajevci, 2008.[9]
- "Milan Rakić", pesnička nagrada UKS, 2011.[10]
- "Poet", nagrada izdavačke kuće Arte za knjigu "Tvrdo šivenje", 2015.
- "Златен прстен []", međunarodna književna nagrada Fondacija Makedonija prezent za književni opus, 2016.
- Bagdalin prsten "Despot Stefan Lazarević", književni klub Bagdala, 2017.[11]
- "Krajiška gramata", nagrada Književne zajednice Krajine za životno delo, 2018.[12]

## Bibliografija

### Knjige poezije
- "Srce u travi", Bagdala, 1967.
- "Vestalka", Bagdala, 1971.
- "Neshvatice", Bagdala, 1985.
- "Vodeni žigovi", Pakai, 1992.
- "Vodeni žigovi", bibliofilsko izdanje, 1992.
- "Korice za mesečinu", Nova90, Mašić, 1993.
- "Gvozdeni leptir", Ošišani jež, 1995.
- "Zvezdana meljava", Politika, 1995.
- "Izvor i ušće", Bagdala, 1997.
- "Potkožni kosmos", Prosveta, 1998.
- "Vez mačem", Bagdala, 1999.
- "Usta postavljena svilom", Srpska knjiga, 2001.
- "Iver sa Lazarevog krsta", Rivel ko, 2003.
- "Ženski početak večnosti", Apostrof, 2004.
- "Hvatač snova", Srpska književna zadruga, 2004.
- "Kasno cvetanje", Šumadijske metafore, 2008.
- "Sjaj misli", Šumadijske metefore, 2008.
- "Sok od zborovine", Šumadijske metafore, 2008.
- "Činije zvezdanog pirinča", Šumadijske metefore, 2008.
- "Izazovna osmatračnica", Cicero, 2013.
- "Neorezani poljupci", Cicero, 2013.
- "Preljubno stanje", Arka, 2013.
- "Milovanje delfina", Draslar, 2014.
- "Okovani okean", Draslar, 2014.
- "Tvrdo šivenje", Arte, 2014.
- "Pesme i krik", Globosino, 2015.
- "Pod vrelom ćutanja", Draslar, Udruženje književnika Srbije, 2018.
- "More u jednoj kapi", dvojezično (srpski i italijanski), Secop Edizioni 2019.
- "Zvezde za očna kandila", dvojezično (srpski i španski), Meridijani, 2021.

### Knjige eseja i proze
- "Inje na slušalicama", Prosveta, 1996.
- "Kapi za kocku šećera", Prosveta, 1996.
- "Rajska vrata samoće", Prosveta, 2001.
- "O čudesnom stvaranju", Topy, 2006.
- "Anđeo i vuk", Nolit, 2008.
- "Putovanje ka središtu duše", Draslar, 2010.
- "Čipkana jastučnica", Draslar, 2011.
- "Mislilice", Draslar, 2012.
- "Hleb sa limunovom korom", Prosveta, 2013.
- "Zlatni presek samoće", UKS, Filip Višnjić, 2016.
- "Ne ćuti, zemljo", Pešić i sinovi, 2019.
- "Misli li lice", UKS, Draslar, 2020.
- "Ne pričaj šta sanjaš", Pešić i sinovi, 2021.
- "Čudo u kolibi duha", Partenon, 2021.

### Antologije i monografije
Pesme i eseji su joj štampani u vodećim književnim časopisima: Bagdala, Stremljenja, Književne novine, Mladost, Student, Književna reč, Signal, Sveske, Rukovet, Stig, Međaj i u mnogim drugim, kao i u antologijama ljubavne, duhovne i rodoljubive poezije.
- Moma Dimić: “Kletva”, Srbija, proleće 1999, UKS, 1999.
- RTS: ”Lica pesnika”, 78 dana, RTS 1999.
- Raša Perić, Ljubiša Bata Đidić: “Duhovnica”, srpsko pravoslavno pesništvo, Bagdala, 2000.
- Dejan Tomić: “Srpska poetska pletenica”, Prometej, 2003.
- Dušan Čolović: “Zahvalno potomstvo”, antologija, Telegraf, 2003.
- Elizabet Kibler-Ros: “Razgovori o deci i o smrti”, Gutenbergova Galaksija, 2004.
- Veroljub Vukašinović: “Srpska molitvena poezija”, Pred dverima, Legenda, 2005.
- Radomir Andrić: “Zlatiborski Pesmopleti”, Arte, 2007.
- Radovan Popović: “Srpski pisci slikari”, Službeni glasnik, 2008.
- Dušan Čolović: “Uzdarja”, antologija, Fond Prvi srpski ustanak, 2008.
- “Srpski pesnici Svetoj Petki”, Globosino, 2011.
- Radomir Andrić: “Vinopev”, Prosveta, 2012.
- Ljubiša Bata Đidić: “Let nad zavičajnim gnezdom”, Istorijski arhiv Kruševac, 2012.
- Ljiljana Habjanović Đurović: “Pesnici Presvetoj Bogorodici”, Globosino, 2012.
- “Treći sabor duhovne poezije”, Rakovica, 2013.
- Ljiljana Habjanović Đurović: “Srpski pesnici Svetom Savi i Svetom Simeonu Mirotočivom", Globosino, 2014.
- Nebojša Lapčević: “Pod krilima anđela”, Kulturni centar Kruševac, Legat Milića od Mačve, 2015.
- Ljiljana Habjanović Đurović: “Pesnici Kneginji”, Globosino, 2015.
- Ljiljana Habjanović Đurović: “Pesnici Vasiliju Ostroškom”, Globosino, 2016.
- Vladimir Jokanović: “Lekari u umetnosti, kulturi i humanosti Srbije, početkom XXI veka”, SLD, 2017.
- RTS: “Antologija pesnika”, 2017.
- Dejan Stojanović: kritike, “Svet u nigdini”, UKS, 2017.
- Ljubiša Bata Đidić: “Knjiga o Milentiji”, Kruševačka eparhija, 2017.
- “Luča”, Srpski kulturni centar Sveti Sava, 2017.
- Radomir Andrić: “Stari ister Dunavo mlado”, UKS, 2018.

## O njenom književnom delu rekli su
O Zorici Arsić Mandarić su pisali i govorili: akad. Nikola Milošević, akad. Žarko Đurović, akad. Ljuba Tadić, Čedomir Mirković, Slobodan Rakitić, Milosav Buca Mirković, Radomir Andrić, Dragoš Kalajić, Enriko Josif, mr Srba Ignjatović, dr Mićo Cvijetić, mr Dušan Stojković, mr Ljubiša Bata Đidić, Radomir Putnik, mr Miloš Petrović, mr Milica Jefimijević Lilić, akad. Risto Vasilevski, Viktor Šećerovski, dr Dušica Potić, mr Miroljub Todorović, Lujo Danojlić, Svetozar Radonjić Ras, Draginja Urošević, mr Ljiljana Lukić, mr Milan Đorđević i Milovan Gočmanac.
Čedomir Mirković: "Zorica Arsić Mandarić traga za prostorima izvan granica vidljivog, traga za esencijalnim sudbinskim i metaforičkim... snažna, originalna i sugestivna... poznaje skrivene i mračne kutke čovekove duše i spremna je da se nadnese nad ponore preteće pustoši... postoje pokretačke vitalističke sile koje životu i humanističkim ciljevima daju smisao."
Akademik Nikola Milošević: "Zorica Arsić Mandarić... pesnikinja nesumnjivog književnog dara, istančanih lirskih domašaja... veština kazivanja koju samo mali broj obdarenih pisaca ima."
Slobodan Rakitić: "Promišljanje smisla, ali tajna trajanja, postojanja i delanja, pitanja su koja se otvaraju iz ciklusa u ciklus, iz pesme u pesmu... u stalnom traganju za egzistencijalnim uporištem u svetu. Unutrašnju stvarnost Zorica Arsić Mandarić preobražava u pesmu, u večno carstvo poezije, kako bi rekao Njegoš. Opredeljenje za carstvo nebesko jeste i opredeljenje za poeziju... Utemeljena u iskonskim i arhetipskim sadržajima sa biblijskom intonacijom, ona doprinosi celovitom viđenju večno ženskog ali i spoznaji samo uskog postojanja, sa vremenom, raspamećenom svetu."
Srba Ignjatović: ”Ženska večnost” - novi lirski ključ Zorice Arsić Mandarić. Snažna personalnost i nesmirajni stvaralački duh autorke nisu u nesaglasju s dosegnutom lirskom pitominom i mestimice bajkolikom idiličnošću. To je moguće upravo onda kada duhovnost ide u stopu sa duhom, a pesnički “rukopis” i jezik obiluju karakterističnim obrtima, metaforama, simbolikma, “otvrdnućima” i “umekšanjima”.
Enriko Josif: ”Veliko pesništvo je danas retko, ali ja sam se večeras susreo sa pravim pesnikom koji misli na bit samopostojanja tako da meni ulazi u samu slušnu venu i traži da je ponovo čujem ili iščitavam. Ovakvo prodiranje u neke biti sa lakoćom, verovatno je zato što je pesnikinja i lekar, te kod nje nema reči radi igre reči. To je sudbinska doživljenost ili doživljajnost koja je naročito odlikuje... Naročito zapažam poseban ritmički osećaj za nastavljanje, posle svake pesničke kadence ponovo izvire suština."
Viktor Šećerovski: "Smaootuđenje kao oblik egzistencijalnog okruženja zaokuplja njeno interesovanje. Kratke opservacije zadivljujuće lirske lepote, retke u našoj novijoj književnoj produkciji, ponaosob se mogu nazvati esejima o snu, samoći, istini, izgonu, esejima o usamljenosti, slobodi, dostojanstvu...”

## Literatura
- Dragoš Kalajić: Tragom Jefimije, Iver sa Lazarevog krsta, Rivel ko, 2003.
- Srba Ignjatović, “Večno žensko” i “Ženska večnost” - novi lirski “ključ” Zorice Arsić Mandarić, Ženski početak večnosti, Apostrof, 2004
- Slobodan Rakitić: Stvarnost pesme ili simbolizovanje sveta i života, "Hvatač snova", Srpska književna zadruga, 2004.
- Radomir Andrić: Razrastanje misaonog lirizma, "Kasno cvetanje", Šumadijske metafore, 2008.
- Radomir Andrić: Prinavljanje pesmotvorne energije, "Sjaj misli", Šumadijske metefore, 2008.
- Bojana Stojanović Pantović: Teskoba i razuđenost lirskog ja, "Preljubno stanje", Arka, 2013.
- Radomir Andrić: Sagledavanje dubine visinom, "Pod vrelom ćutanja", Draslar-UKS, 2018.
- Radomir Andrić: Zapisi pred snevalačkim ogledalom, "O čudesnom stvaranju", Topy, 2006.
- Radomir Andrić: Osvajanje nekazivog i tajnovitog, "Putovanje ka središtu duše", Draslar, 2010.
- Milica Jeftimijević Lilić: Čovek viđen kao gromoglasni događaj, "Hleb sa limnunovom korom", Prosveta, 2013.
- Dušan Stojković: Zlatna knjiga o dušinoj samoći, "Zlatni presek samoće", UKS-Filip Višnjić, 2016.
- Milan Đorđević: Istina je put do istine, "Zlatni presek samoće", UKS-Filip Višnjić, 2016.
- Zorica Arsić Mandarić: "Neurogeni poremećaji larinksa kod ekspanzivnih procesa u grudnom košu", magistarski rad, Med. fak. Univ. u Beogradu, 1998.
- Zorica Arsić Mandarić: "Oštećenje donjeg laringealnog nerva kod karcinoma bronha, doktorska disertacija", Med. fak. Univ. u Beogradu, 2000.

## Spoljašnje veze
- Zorica Arsić Mandarić, Tanasije Uzunović, recital poezije
- Zorica Arsić Mandarić, iz recitala ljubavne poezije
- Zorica Arsić Mandarić, autorkin progovor
- Milisav Buca Mirković, performans Zorice Arsić Mandarić
- Zorica Arsić Mandarić, Kulturna Dešavanja Kruševac
- Pesnički princip u književnom stvaralaštvu pesnikinje i slikarke Zorice Arsić Mandarić, (drugi deo)
- April u Beogradu, muzički paviljon na Kalemegdanu
- Dodela prstena “Despot Stefan Lazarević”
- Dodala nagrade "Prsten Despota Stefana Lazarevića" Zorici Arsić Mandarić i Bošku Ruđinčaninu
- Pod vrelom ćutanja, Tanasije Uzunović, Zorica Arsić Mandarić,UKS
- 50 godina umetničkog rada Dr Zorice Mandarić Arsić u Đurinoj kući na Skadarliji